# Porcaro (Francia)
Porcaro è un comune francese di 669 abitanti situato nel dipartimento del Morbihan nella regione della Bretagna.

## Società

### Evoluzione demografica
Abitanti censiti